# Medinilla brevipes
Medinilla brevipes är en tvåhjärtbladig växtart som beskrevs av Elmer Drew Merrill. Medinilla brevipes ingår i släktet Medinilla och familjen Melastomataceae. Inga underarter finns listade i Catalogue of Life.